# Gustav Wieser
Gustav Wieser (ur. 24 czerwca 1898, zm. 1960) – austriacki piłkarz występujący na pozycji napastnika oraz trener piłkarski, reprezentant Austrii. Jako piłkarz grał w barwach Rapidu Wiedeń, Würzburger Kickers oraz Austrii Wiedeń. Po zakończeniu kariery zajął się pracą szkoleniową, prowadząc Eintracht Frankfurt, FC Schalke 04, Legię Warszawa i Ruch Chorzów. Z dwoma ostatnimi klubami zdobył po tytule Mistrza Polski.